# Vincent Laresca
Vincent Laresca (* 21. Januar 1974 in New York City) ist ein US-amerikanischer Schauspieler.

## Leben und Leistungen
Laresca debütierte in einer größeren Rolle im Thriller Juice – City-War aus dem Jahr 1992, in dem ebenfalls Omar Epps, Tupac Shakur, Samuel L. Jackson und Queen Latifah zu sehen waren. Im Filmdrama Ripe (1996) spielte er eine größere Rolle neben Monica Keena. In der Liebeskomödie Liebe auf den ersten Schrei (1998) mit Jude Law spielte er die Rolle des Jesus, der Nina Swan (Jennifer Tilly), die blinde Schwester von Anna Swan (Gretchen Mol), heiratet. Die Komödie Just One Time (1999), in der Laresca neben Jennifer Esposito eine der größeren Rollen übernahm, wurde im Jahr 2002 für den Independent Spirit Award nominiert.
Im Kriminalfilm Imperium – Zwei Welten prallen aufeinander (2002) spielte Laresca einen mit Victor Rosa (John Leguizamo) befreundeten Drogendealer, der im Auftrag von La Colombiana (Isabella Rossellini) getötet wird. Im Independent-Filmdrama Kaliber 45 (2006) übernahm er an der Seite von Milla Jovovich und Angus Macfadyen eine der größeren Rollen.

## Filmografie (Auswahl)
- 1992: Juice – City-War (Juice)
- 1992: Bad Lieutenant
- 1994: Life Is Trouble (I Like It Like That)
- 1995: Money Train
- 1996: Mörderischer Tausch (The Substitute)
- 1996: Basquiat
- 1996: Ripe
- 1996: Extrem… mit allen Mitteln (Extreme Measures)
- 1996: Wer ist Mr. Cutty? (The Associate)
- 1996: William Shakespeares Romeo + Julia (William Shakespeare's Romeo + Juliet)
- 1997: Cop Land
- 1997: Echt Blond (The Real Blonde)
- 1997: Im Auftrag des Teufels (The Devil's Advocate)
- 1998: Liebe auf den ersten Schrei (Music from Another Room)
- 1999: Forever Mine – Eine verhängnisvolle Liebe (Forever Mine)
- 1999: Just One Time
- 1999: Makellos (Flawless)
- 2000: Before Night Falls
- 2001: K-PAX – Alles ist möglich (K-PAX)
- 2002: Imperium – Zwei Welten prallen aufeinander (Empire)
- 2002: Hard Cash – Die Killer vom FBI (Hard Cash)
- 2003: Whatever We Do (Kurzfilm)
- 2003: Hollywood Cops (Hollywood Homicide)
- 2003–2004: 24 (Fernsehserie)
- 2004: Aviator (The Aviator)
- 2005: Coach Carter
- 2005: Kiss Kiss, Bang Bang (Kiss Kiss Bang Bang)
- 2005: Dogtown Boys (Lords of Dogtown)
- 2006: The Fast and the Furious: Tokyo Drift
- 2006: Kaliber 45 (.45)
- 2008: Drillbit Taylor – Ein Mann für alle Unfälle (Drillbit Taylor)
- 2010: Devil – Fahrstuhl zur Hölle (Devil)
- 2012: The Amazing Spider-Man
- 2013: Marvel’s Agents of S.H.I.E.L.D. (Fernsehserie, eine Folge)
- 2013: Runner Runner
- 2013: Graceland (Fernsehserie, 4 Folgen)
- 2015: Miss Bodyguard – In High Heels auf der Flucht (Hot Pursuit)
- 2016–2018: Shades of Blue (Fernsehserie, 36 Folgen)